# Почти любовь
«Почти любовь» (кор. 청춘만화) — южнокорейская романтическая комедия и мелодрама режиссёра Ли Хана. Корейское название фильма «Чончун манхва» (Молодёжная манхва). Премьера состоялась 23 марта 2006 года. На открытии уикэнда фильм занимал первенство по кассовым сборам при показатели в 539 307 посетителей. На второй неделе проката фильм по прежнему занимал первое место и собрав в итоге 2 066 354 посетителей в Южной Корее, что в эквиваленте кассовых сборов равно $9,131,392.

## Сюжет
Даль Рей (Ким Ханыль) — начинающая актриса, которая постоянно терпит неудачи, Джи Хван (Квон Сан У) — каскадёр, желающий достичь успеха в кино. Даль Рей и Джи Хван дружат с детства, но Джи Хван чувствовал что-то большее чем просто друг. Их отношения усложняются с того момента как они начинают ходить на свидания с другими.

## В ролях
- Ким Ханыль — Таллэ
- Квон СанъУ — Чихван
- Ли Санъу
- Чан Миинэ
- Чон Гюсу
- Ли Гёнджин
- Пак Чибин
- Чон Мин-а
- Чхве Ённюль
- Чо Докче